# ليونارد جي. تشابيرت
ليونارد جي. تشابيرت هو شخصية أعمال وسياسي أمريكي، ولد في 18 نوفمبر 1932 في تشاوفين في الولايات المتحدة، وتوفي في 26 سبتمبر 1991. نشط حزبياً في الحزب الديمقراطي. وقد انتخب عضو مجلس ولاية لويزيانا ‏ وانتخب عضو مجلس نواب لويزيانا ‏.